# Río Haliacmón
El río Haliacmón o Aliakmón (en ático Ἁλιάκμων Haliákmōn, en jónico Aliákmōn, griego moderno Αλιάκμονας Aliákmonas, en idiomas eslavos del sur Бистрица Bistritsa, en turco İnce Karasu) es un río de Grecia, en la región de Macedonia (antigua Botiea), con un total de 297 kilómetros. Haliacmón es el nombre tradicional de las lenguas modernas pero muchos señalan que su verdadero nombre proviene de la versión de kazarévusa de ese tiempo, Aliakmón. Hoy se llama en griego moderno Aliákmonas. Nace al sur del lago Prespa, y pasa cerca de Karperón, desembocando al final en el golfo de Salónica, a unos 15 km al suroeste del río Axiós.
Uno de sus afluentes es el Grevenitis. Fluye desde las montañas Pindo norte, al norte de Grecia junto a la frontera albanesa, antes de fluir hacia el sureste y luego a noreste entre las periferias griegas de Macedonia occidental y Central y luego al lago Kastoria, y a una presa, y después al golfo Termaico. Irriga gran parte de la zona, por lo cual es muy importante para la agricultura de la región. 
El río forma la parte occidental del delta del río Axio (actual río Vardar). El río discurre por las unidades periféricas de Kastoria, Grevená, Kozani, Emacia y Pieria.
El Haliacmón fluye a través de Kastoriá, Neápolis, oeste de  Siatista y por el interior de la prefectura de Grevená  y por el este de Grevena, al sur de Kozani y pasa por la presa de Polyfytos que tiene 20 km de largo y aproximadamente de 4 a 5 km de ancho, y al sureste de Aiane, por los desfiladeros y al sureste de Véria y norte de Aiginio y noreste de Metone.

## Nombre
El nombre es un compuesto de ἅλς "mar" y ἄκμων "piedra", y significa "piedra de mar". Originalmente era el nombre de un habitante de Tirinto que se arrojó al río llamado hasta entonces Carmánor; a partir de ese hecho el río pasó a llamarse como él, Haliacmón. Se consideraba que el dios-río era hijo de Océano y Tetis.

## Historia
En la antigüedad, Ptolomeo, llamaba a la cadena montañosa en la que el río crece (Pindo septentrional) las Canalovii.
Según Heródoto, en su época el Haliacmón estaba aparentemente unido al Lidias, o desaguaba en el lago de Pela y servían de frontera entre Botiea y Macedónide; pero se produjo un cambio en el curso del Loudias, que al no ser tan largo se une al Haliacmón, pero fluye directamente hacia el mar Egeo. La imagen de abajo muestra  un desfiladero entre el Haliacmón y la cuenca hidrográfica del Lidias, que es probablemente el antiguo curso del Haliacmón.
Según Julio César, el Haliacmon formaba la línea de demarcación entre Macedonia y Tesalia. En la parte superior de su curso gira en dirección sureste a través de Elimea, la cual riega; y luego continúa hacia el noreste, formando la frontera entre Pieria, Eordia, y Emacia.